# Equitius richardsae
Equitius richardsae is een hooiwagen uit de familie Triaenonychidae.